# 캘리포니아주도 제3호선

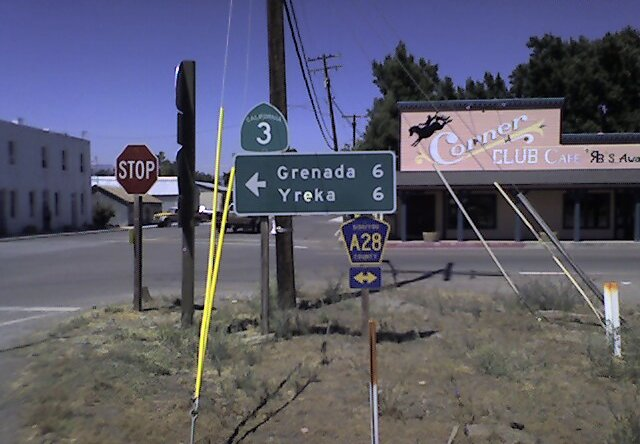
몬터규에서 서로 교차하고 있는 SR 3과 CR A28의 모습.

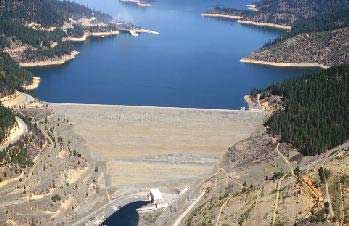
루이스턴 북부 지역의 호수인 트리니티호를 둘러 쌓인 트리니티 댐의 모습.

캘리포니아주도 제3호선(California State Route 3)은 캘리포니아주의 피넛에서 몬터규까지 이어주는 총연장 146.369 mi의 거리를 가진 미국의 주도이다. 주로 경유하는 군 지역은 트리니티군과 시스키유군 등 2개의 군을 관통한다. 그리고 종단하는 구간을 보면 포트존스의 트리니티호에서 에트나까지는 SR 36과도 연결된다. 그 뒤로 경유하는 곳 중에서 이레카에서는 주간고속도로 제5호선(I-5)과 만나게 되고, 동쪽으로 돌아가면 몬터규와도 만난다. 또한 해당 도로는 1964년 새로이 뜯어고친 상태로 제정되어 있고, 대부분의 구간은 1933년부터 캘리포니아주도의 일부를 이룬다.

## 주요 경유지
- 트리니티군 : 헤이포크(영어판), 위버빌(영어판)
- 시스키유군 : 포트존스(영어판), 이레카, 몬터규

## 관통하고 있는 도로
- 고속도로 : 주간고속도로 제5호선
- 주도 : 캘리포니아주도 제36호선, 캘리포니아주도 제263호선, 캘리포니아주도 제299호선
- 군도 : 시스키유군도 제28호선